# Срочный трудовой договор
Срочный трудовой договор — один из видов трудовых договоров в России, заключаемый в отличие от бессрочного на определённый срок.
Положения срочного трудового договора регламентируются Трудовым кодексом РФ. 
Трудовым законодательством предусмотрено, что  срочный трудовой договор заключается на определённый срок при условиях, когда трудовые отношения не могут быть установлены на постоянной основе.  Например, срочный трудовой договор может быть заключён для выполнения сезонных работ, или для приёма в организацию, создаваемую для выполнения определённого объёма работ в определённый срок. Срочный договор может быть заключён с лицами, направляемыми на работу за границу. Срочный трудовой договор заключается с преподавателями вузов на период, не превышающий срок занятия соответствующей должности по конкурсу.
Все основания заключения срочного трудового договора перечислены в статье 59 Трудового кодекса РФ.
Срочный трудовой договор заключается на срок до пяти лет. Если в трудовом договоре не оговорен срок его действия, то договор считается заключённым на неопределённый срок. Следует отметить, что трудовой договор, заключённый на определённый срок при отсутствии достаточных к тому оснований, может быть признан судом заключённым на неопределённый срок.
О прекращении трудового договора в связи с истечением срока его действия работодатель обязан предупредить работника в письменной форме не менее чем за три календарных дня до увольнения. Эта обязанность не распространяется на случаи, когда трудовой договор заключён на время исполнения обязанностей отсутствующего работника, поскольку трудовой договор, заключённый на время исполнения обязанностей отсутствующего работника, прекращается с выходом этого работника на работу.
Если работник не был должным образом оповещён о предстоящем прекращении трудовых отношений в связи с истечением срока трудового договора и его всё же уволили, он может обратиться в суд с требованием о восстановлении на рабочем месте, взыскании оплаты за время вынужденного прогула и компенсации морального вреда.

## Продление срочного трудового договора
Срочный трудовой договор  можно продлить по соглашению сторон. Требовать продления срочного  договора работник может  только в тех случаях, когда это предусмотрено законом. Так, например, если действие срочного трудового договора истекает в период беременности женщины, работодатель обязан по её письменному заявлению и при предоставлении медицинской справки, подтверждающей состояние беременности, продлить срок действия трудового договора до окончания беременности (ст. 261 Трудового кодекса РФ).
Срочный трудовой договор может трансформироваться в бессрочный. Например, если работник не был предупреждён об увольнении в установленный срок, он может продолжать работать, причём уже на бессрочной основе. Таким образом, если  ни одна из сторон трудового договора (работодатель или работник) не потребовала расторжения срочного трудового договора в связи с истечением срока его действия, и при этом работник продолжает работать, то условие о срочном характере трудового договора утрачивает силу и трудовой договор считается заключённым на неопределённый срок (ч. 4 ст. 58 Трудового кодекса РФ).